# Давид Бисбал
Давид Бисбал Фере (шп. David Bisbal Ferre) је шпански певач, рођен 5. јуна 1979. године на југу Шпаније у покрајини Андалузија, у данас популарном летовалишту Алмерији.

## Почеци
Још као мали показивао је велики таленат (што се може приметити и на снимцима из 1993. године). Музиком се бави активно од своје 18. године када је почео да пева у групи Експресионес (шп. Expresiones). Са њима је био четири године. У том периоду је стекао популарност код доста девојака у Андалузији. Прави бум је настао када се пријавио за риалити музичку емисију Операција тријумф (шп. Operación Triunfo). Занимљиво је то да га после пријављивања нису позвали јер је дошло до неке грешке али је он био упоран и отишао је за Барселону. Од прве до последење емисије био је фаворит. Сваким даном је све више расла његова популарност, не само код младих девојака него и код момака и старијих људи. Овај програм гледало је 70% шпанске популације и то је најгледанији програм икад у историји Шпаније. После пет месеци борбе одлучен је победник. То је била Роса Лопез (шп. Rosa López), док је Бисбал био други. Награда победнику била је учешће на Песми Евровизије, али је Давид као другопласирани добио прилику да иде као пратња.

## Каријера послеОперације тријумф

### 
Друго, а не прво место није значило ништа јер је његов први албум Corazón Latino у првом месецу продат у више од 1.000.000 копија у Шпанији, а до краја године продато је више од 2.000.000 копија. Након тога је следила турнеја од више од 80 концерата по Шпанији а након тога и у Латинској Америци.
2004. године изашао је његов други албум Bulería који је имао исто толико велик успех као и претходни. И овај пут је имао преко 80 концерата у Шпанији и то у само 120 дана. Након тога уследили су концерти у Јужној али и у Северној Америци - Њујорк, Лос Анђелес, Мајами, Чикаго, Сан Франциско, Бостон.
После завршетка турнеје изашао је DVD Todo Por Ustedes, посвећен обожаватељима, са наступима из Барселоне и Мадрида као и све остало везано за ову и претходну турнеју.
Након тога уследила је промоција по Европи. Први корак био је снимање песме Let's Make History за филм Die Lufbr..cke, заједно са Немицом Џоаном Зимер. Након тога изашла је европска верзија албума David Bisbal која садржи 3 нове песме на енглеском: The Sun Ain’t Gonna Shine (Anymore), Cry For Me и Stop Loving You, као и 11 највећих хитова са претходна 2 албума.
Песма Ave María постала је број 1 у Немачкој, Италији, Швајцарској и другим европским земљама.
Давиду није било довољно европско и америчко тржиште, па је кренуо у поход на Азију, тачније у Јапан где је изашла јапанска верзија албума David Bisbal - мешавина 2 претходна албума, а песма Oye El Boom постала је број 1 на свим топ-листама, чак је снимљена и на јапанском.
У октобру 2006. године изашао је трећи албум под називом Premonición. 7 песама је написао Давид, а поред тема љубави он се бавио и светским проблемима као што су сиромаштво и рат. Песма Soldado De Papel посвећена је деци која иду у рат, тачније оној која гину као војници у биткама. Да би привукао пажњу овом проблему Бисбал је у споту за ову песму ошишао своје карактеристичне локне заједно са свим учесницима у споту. Успео је да привуче пажњу и првих месец дана то је била главна вест у свим новинама и телевизијским програмима. Сва права везана за ову песму у власништву су организацији за помоћ овој деци. Бисбал је путавао у посету земљама са овим проблемом и то га је навело да почне да гради 3 школе.
Албум је за 3 дана продат у преко 500.000 примерака само у Шпанији. У исто време излази парфем Pura Esencia David Bisbal за мушкарце и жене. Мушки парфем осваја чак 2 награде од 10 у конкуренцији са најпознатијим светским парфемима.
Доста Бисбалових песама преведено је на стране језике, што је случај и са песмом Torre De Babel, коју је препевала српска певачица Јелена Карлеуша за свој албум JK Revolution и назвала је Тестамент.
Турнеја Premonición почела је 2007. године у Јужној Америци, затим се наставила у Шпанији, па у Северној Америци.
Крајем 2007. године је изашао нови DVD Premonición Live који садржи 4 диска. На овом албуму налази се дует са Ријаном, песма Hate That I Love You/Odio Amarte Tanto, за коју је снимљен и спот. DVD садржи концерт из Барселоне и Сарагосе, као и снимке шта се дешавало током шпанске и латино-америчке турнеје, промоција по Европи и Јапану као и интервју са Бисбалом и његовим музичарима.
20. октобра 2009. године објављен је Давидов четврти студијски албум - Sin Mirar Atrás. Први сингл са албума, Esclavo De Sus Besos, ексклузивно је пуштен 22. августа 2009. године на радио-станицама у Шпанији, а званично је објављен у целом свету 24. августа 2009. године. 7. септембра 2009. године објављен је спот за овај сингл. 27. септембра 2009. године на тргу Сибелес у Мадриду Бисбал је одржао концерт пред преко 500.000 људи како би промовисао нови диск и подржао кандидатуру овог града за Летње олимпијске игре 2016. године. Тада је премијерно отпевао још једну песму, Sufrirás, са својом колегиницом из Уједињеног Краљевства Пикси Лот (енгл. Pixie Lott).
Бисбал је објавио нову серију свог другог парфема DB Black за мушкарце и DB Rose за жене. Куповином једног од ова два парфема добија се и посебан код који омогућава да се са сајта парфема преузме песма Muero Por Vivir, која се не налази на албуму. Такође, куповином парфема учествује се и у наградној игри A Solas Con David у којој је главна награда упознавање са Бисбалом.
Дана 29. септембра 2009. године у шпанској дигиталној Ајтјунс продавници постављене су песме са овог албума, 30 секунди од сваке. На албуму се налази 14 песама и могућност да се добије и петнаеста ако се албум купи у претпродаји. Само неколико дана касније албум се попео на врх листе најпродаванијих албума, иако се још увек продавао у претпродаји.
Албум је сниман у Мадриду, Мајамију, Лос Анђелесу, Мексику, Братислави, Лондону, Стокхолму и Сао Паолу. Бисбал је на овом албуму сарађивао са Армандом Авилом (шп. Armando Ávila), Себастијаном Крисом (шп. Sebastian Chris) и, по први пут са шпанским продуцентом, Хакобом Калдероном (шп. Jacobo Calderón). На албуму је сарађивао и са својим земљацима Хуаном Кармоном (шп. Juan Carmona) и Антонијом Кармоном (шп. Antonio Carmona) у песми Besos De Tu Boca. Са Пикси Лот (енгл. Pixie Lott), колегиницом из Британије, сарађивао је у песми . Песма Cuando Hacemos El Amor снимана је у сарадњи са Симфонијским оркестром из Братиславе.
На дан издавања албума Бисбал је, захваљујући разлици у временским зонама, посетио три државе на два континента. Прво је у родној Шпанији у Мадриду на аеродрому Барахас одржао конференцију за штампу, да би касније одлетео за Канкун у Мексику у коме је такође одржао конференцију, али овог пута за латино-америчке медије, и на крају се упутио у Мајами где је одржао конференцију за америчке медије. Са Бисбалом је летело још 288 путника, којима се он обратио и током десеточасовног лета од Мадрида до Канкуна, на висини од 12.000 метара и спољној температури од -60 °C, отпевао је своје две нове песме: Esclavo De Sus Besos и Mi Princesa.
Албум је на дан када је објављен добио сертификат дуплог платинастог диска у Шпанији, јер је продат у више од 200.000 копија. У Ајтјунс продавницама у Шпанији, САД и Мексику албум је достигао позицију број 1.

## Приватни живот
Бисбал је у вези са кубанском дизајнерком, америчко-шпанског порекла, Еленом Табладом (шп. Elena Tablada). Она је рођака шпанског супермодела Вивијан Табладе (шп. Vivian Tablada). Пар има ћерку Елу која је рођена 15. фебруара 2010. године.

## Занимљивости
- Име Давида Бисбала стоји на дресевима фудбалског клуба Unión Deportiva Almería. Ово је први пут да име неког извођача стоји на дресевима клуба Прве дивизије.
- Песма  појављује се често у сценама мексичке тевеновеле „Напуштени анђео“ (шп. Cuidado Con El Ángel) када Хуан Мигел (глуми га Вилијам Леви) мисли и плаче за Маручуи (глуми је Маите Перони).
- Песма  је била главна музичка тема у серији Piel de otoño.
- Прва земља у којој се Бисбал представио и у којој је почео своју интернационалну каријеру је била Коста Рика.
- Када је био млађи, Бисбал је био члан бициклистичког клуба у Алмерији и такође је одлазио на часове математике на академију у свом крају.
- Авио-компанија European Airlines „крстила“ је један од својих авиона именом Давида Бисбала, и на истом написала Давидово име.

## Дискографија
| Омот албума | Информације о албуму |
| ----------- | --- |
|             | - Датум издавања: 24. јун 2002. 20. август 2002. - Формат: ЦД - Издавачка кућа: , - Место на листама: #1 #13 - Синглови:           |
|             | - Датум издавања: 14. јануар 2004. 10. фебруар 2004. - Формат: ЦД - Издавачка кућа: , - Место на листама: #1 #5 #73 - Синглови:    |
|             | - Датум издавања: 23. март 2005. - Формат: ЦД, DVD - Издавачка кућа: - Место на листама: #1 #64 - Синглови:                        |
|             | - Датум издавања: 3. новембар 2006. 4. април 2006. - Формат: ЦД - Издавачка кућа: - Место на листама: #18 #134 - Синглови:         |
|             | - Датум издавања: 3. октобар 2006. - Формат: ЦД, DVD - Издавачка кућа: , - Место на листама: #1 #6 #41 #26 #27 - Синглови:         |
|             | - Датум издавања: 27. новембар 2007. - Формат: ЦД, DVD - Издавачка кућа: - Место на листама: #5 #75 - Синглови:                    |
|             | - Датум издавања: 18. октобар 2009 20. октобар 2009. - Формат: ЦД - Издавачка кућа: , - Место на листама: #1 #2 #3 #21 - Синглови: |